# Thompson's Station
Thompson's Station és una població dels Estats Units a l'estat de Tennessee. Segons el cens del 2000 tenia 1.283 habitants.

## Demografia
Segons el cens del 2000, Thompson's Station tenia 1.283 habitants, 447 habitatges, i 375 famílies. La densitat de població era de 33,7 habitants/km².
Dels 447 habitatges en un 40% hi vivien nens de menys de 18 anys, en un 75,2% hi vivien parelles casades, en un 6,9% dones solteres, i en un 15,9% no eren unitats familiars. En el 14,1% dels habitatges hi vivien persones soles el 4,7% de les quals corresponia a persones de 65 anys o més que vivien soles. El nombre mitjà de persones vivint en cada habitatge era de 2,87 i el nombre mitjà de persones que vivien en cada família era de 3,17.
Per edats la població es repartia de la següent manera: un 26,8% tenia menys de 18 anys, un 6,3% entre 18 i 24, un 31% entre 25 i 44, un 26,8% de 45 a 60 i un 9% 65 anys o més.
L'edat mediana era de 38 anys. Per cada 100 dones de 18 o més anys hi havia 96,4 homes.
La renda mediana per habitatge era de 66.875 $ i la renda mediana per família de 70.568 $. Els homes tenien una renda mediana de 50.337 $ mentre que les dones 31.528 $. La renda per capita de la població era de 24.143 $. Entorn del 4,1% de les famílies i el 4,4% de la població estaven per davall del llindar de pobresa.

## Poblacions més properes
El següent diagrama mostra les poblacions més properes.